# 女人街

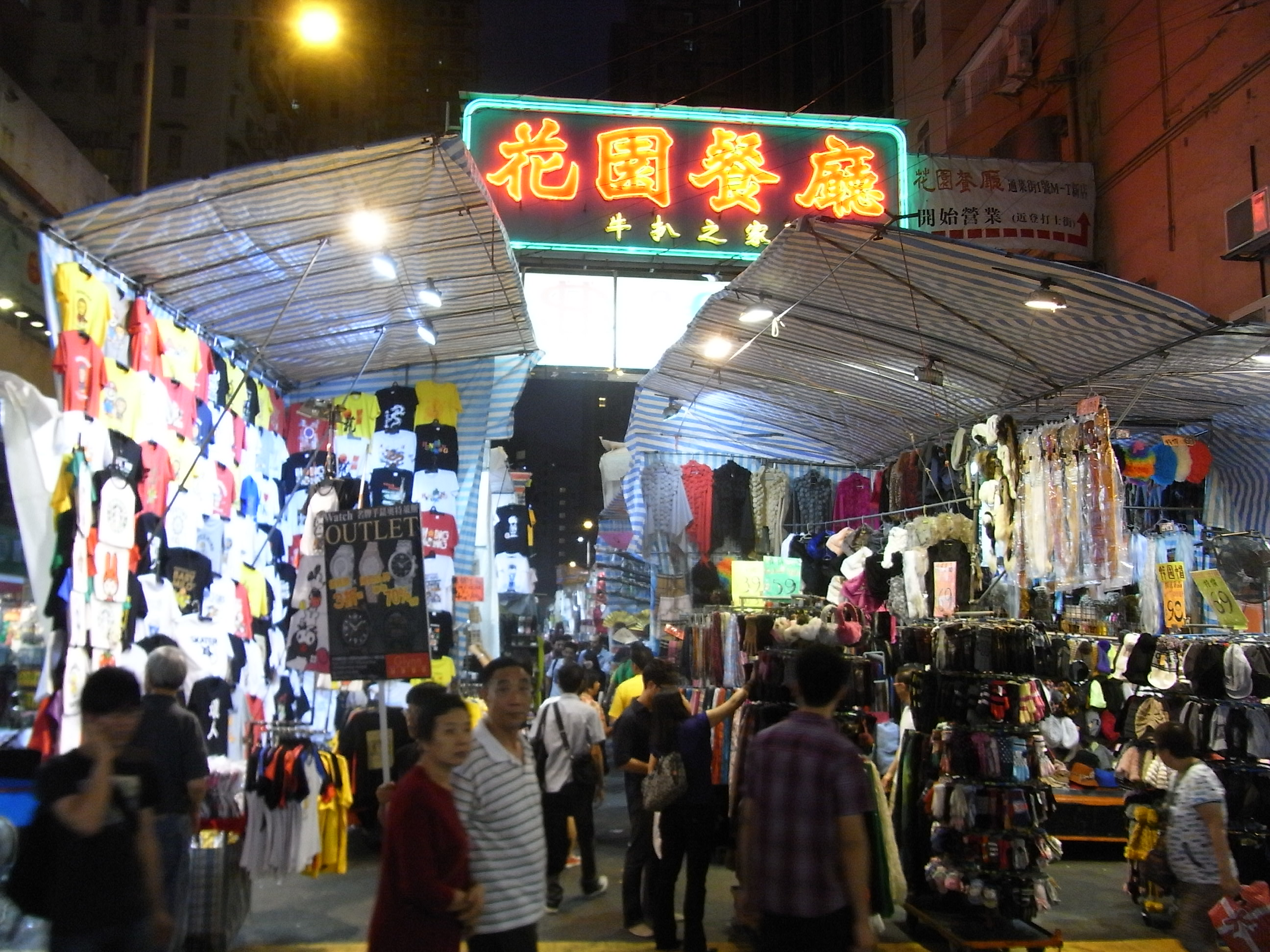
旺角女人街行人專用區

女人街（英語：Ladies' Market）是香港登打士街至亞皆老街之一段通菜街的俗稱，位於油尖旺區，是旺角的一個觀光購物地點及夜市。

## 歷史
1970年代，香港有很多小販於路邊無牌經營，影響市容之餘，亦為居民帶來不便甚至危險。為將他們規範化，市政局於1975年3月14日於九龍的20個地點推行「小販認可區」計劃。亞皆老街至山東街的一段通菜街，就是首個獲准成立的小販認可區，其後延長至登打士街。由於街道早期的攤檔所售賣的物品，多以女性服裝和女性用品為主，因而俗稱女人街。

## 現況
現時，女人街已成為香港人及外地遊客的購物热點。而所售賣的物品亦已趨向多元化，包括各種家居用品、男女服裝、化妝品、手袋、手錶、飾物、玩具、香薰、遊戲、藥物、節日服裝等等。由於貨物均價廉物美，故能吸引大量人士和遊客到訪和購物。攤檔一般於中午起營業至晚上十一時為止。女人街外圍附近亦有不少熟食檔及濕貨攤檔。